# Serra dels Monts
La Serra dels Monts és una serra situada al municipi d'Os de Balaguer a la comarca de la Noguera, amb una elevació màxima de 717 metres.